# تاريخ المستقبل (ألبوم)

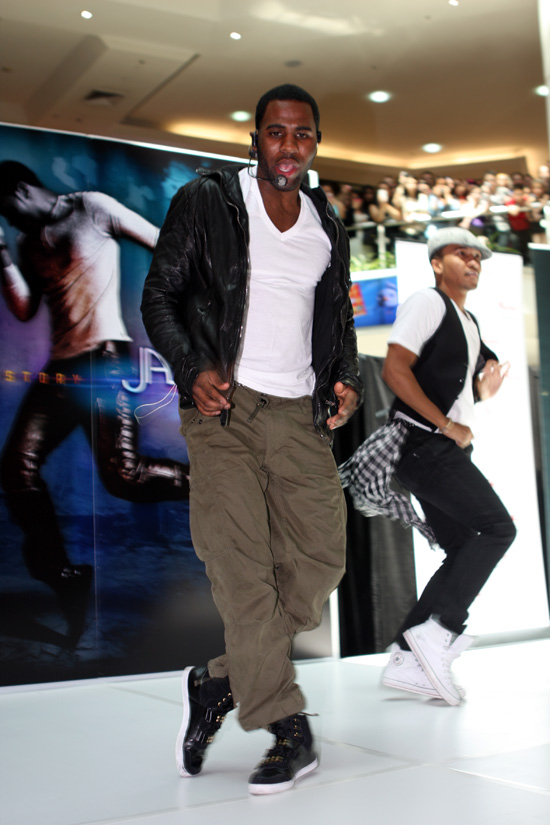
ديرولو يؤدي في مركز تسوق ويستفيلد باراماتا في أستراليا في 16 أكتوبر 2011.

تاريخ المستقبل (بالإنجليزية: Future History)‏ هو ثاني ألبوم إستديو للمغني الأمريكي جيسون ديرولو. تم إصداره في 16 سبتمبر 2011.

## قائمة الأغاني
1. لا نريد العودة إلي المنزل
2. تلك الفتاة الجميلة
3. تنفس
4. كن حذرا
5. جعله يصل ونحن نمضي
6. أحارب من أجلك
7. نلتقط القطع
8. جيفين آب
9. ينزف
10. ذاتز ماي ششش
11. إكس
12. أبكم
- نسخة فاخرة مسارات إضافية

1. جرعة مفرطة
2. أعطني إياه
- نسخة فاخرة فيديوهات فاخرة

1. لا نريد العودة إلي المنزل (فيديو موسيقي)
2. تلك الفتاة الجميلة (فيديو موسيقي)
- نسخة يابانية محدودة مسارات إضافية

1. القنابل بعيدا
2. لا نريد العودة إلي المنزل (راديو ميكس نادي العاشقون)
3. لا نريد العودة إلي المنزل (نادي ميكس الجنة السابعة)

## روابط خارجية
- تاريخ المستقبل على موقع ميتاكريتيك (الإنجليزية)
- تاريخ المستقبل على موقع أول موفي (الإنجليزية)